# Köprüköy
Köprüköy è una località e un distretto della Turchia nord-orientale, appartenente alla provincia di Erzurum.